# Vandalia (Illinois)
Vandalia is een plaats (city) in de Amerikaanse staat Illinois, en valt bestuurlijk gezien onder Fayette County. Het diende van 1819 tot 1839 als staatshoofdstad.

## Demografie
Bij de volkstelling in 2000 werd het aantal inwoners vastgesteld op 6975. In 2006 is het aantal inwoners door het United States Census Bureau geschat op 6823, een daling van 152 (-2,2%).

## Geografie
Volgens het United States Census Bureau beslaat de plaats een oppervlakte van 14,7 km², geheel bestaande uit land. Vandalia ligt op ongeveer 158 m boven zeeniveau.

## Plaatsen in de nabije omgeving
De onderstaande figuur toont nabijgelegen plaatsen in een straal van 20 km rond Vandalia.